# Zrcadlové bludiště na Petříně
Petřínské bludiště je oblíbená dětská a turistická atrakce v zahradě U rozhledny na vrchu Petřín v Praze, v bezprostředním sousedství Petřínské rozhledny.

## Pavilon českých turistů

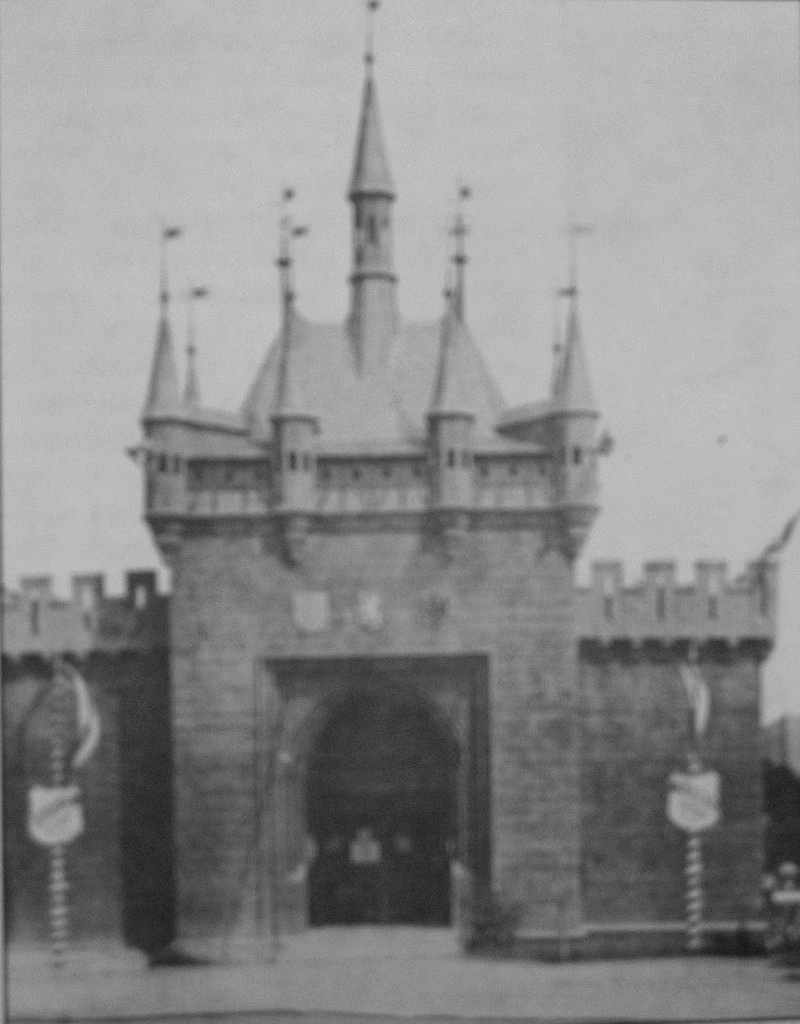
Pavilon na Jubilejní výstavě

Bludiště tvoří součást dřevěného pavilonu, kterým se na Jubilejní výstavě roku 1891 prezentoval Klub českých turistů. Pavilon byl uveden do provozu 25. května 1891. Je to napodobenina gotické brány Špička na Vyšehradě podle návrhu stavitele a architekta Quido Bělského. Autorem návrhu výstaviště Jubilejní zemské výstavy a umístění pavilonu v areálu byl významný architekt české neorenesance Antonín Wiehl, se kterým Bělský spolupracoval na řadě staveb.
Střecha pavilonu je vyzdobena devíti korouhvičkami. Památkou na jednotlivé řemeslníky jsou vyražená křestní jména na vlaječkách umístěných na korouhvičkách.
Výstavba pavilonu stála 14 000 zlatých. V době pražské Jubilejní výstavy jej navštívilo přes 217 000 osob a vykázal zisk 15 500 zlatých. Za pavilon Klub českých turistů obdržel čestný výstavní diplom, který byl nejvyšší odměnou v příslušné skupině.
Po výstavě byl pavilon rozebrán a v roce 1892 znovu postaven poblíž Petřínské rozhledny, která byla spolu s lanovou dráhou také postavena z iniciativy Klubu českých turistů při příležitosti Jubilejní výstavy. Pavilon na novém místě byl znovuotevřen 1. května 1892.

## Zrcadlové bludiště a diorama

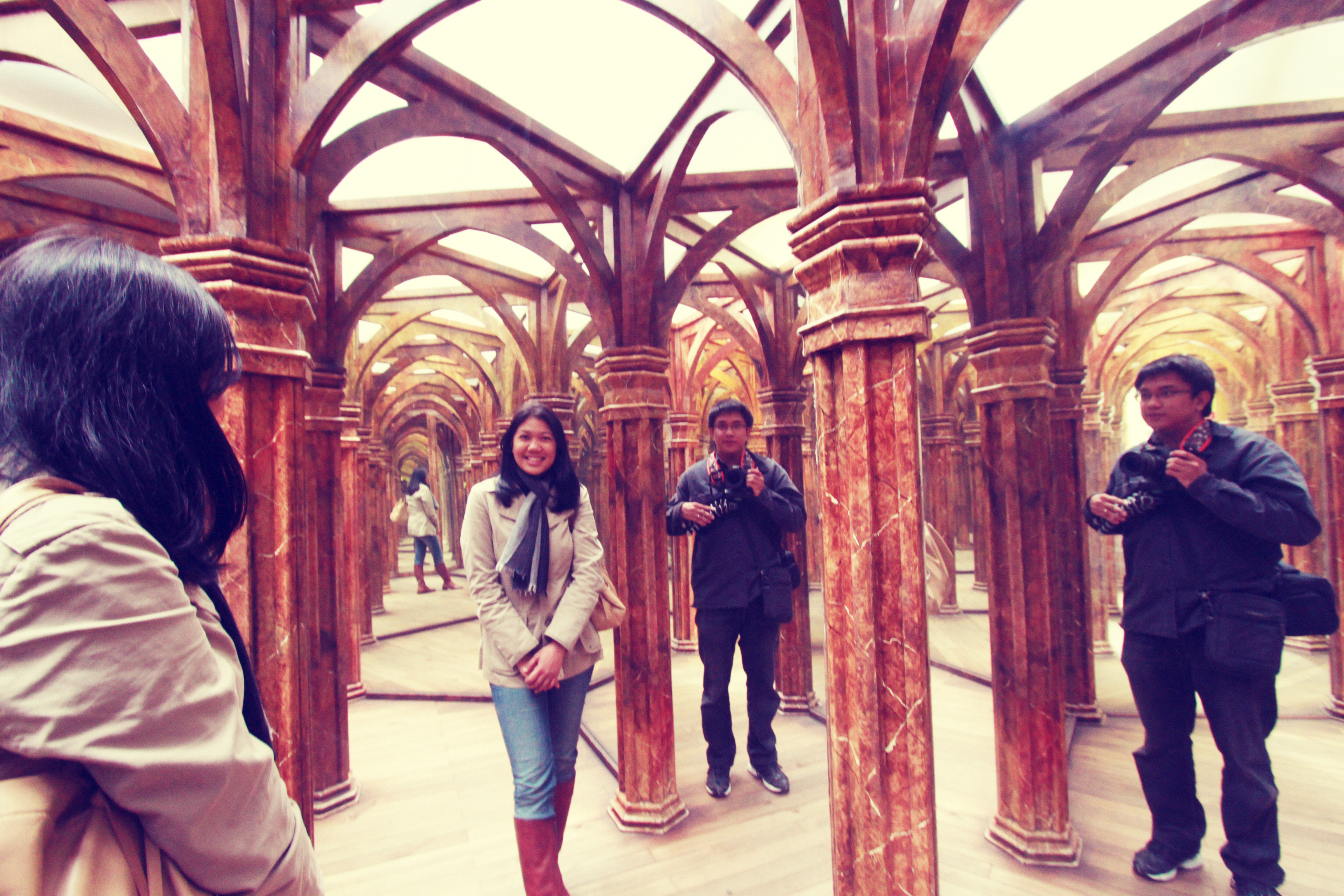
Zrcadlové bludiště

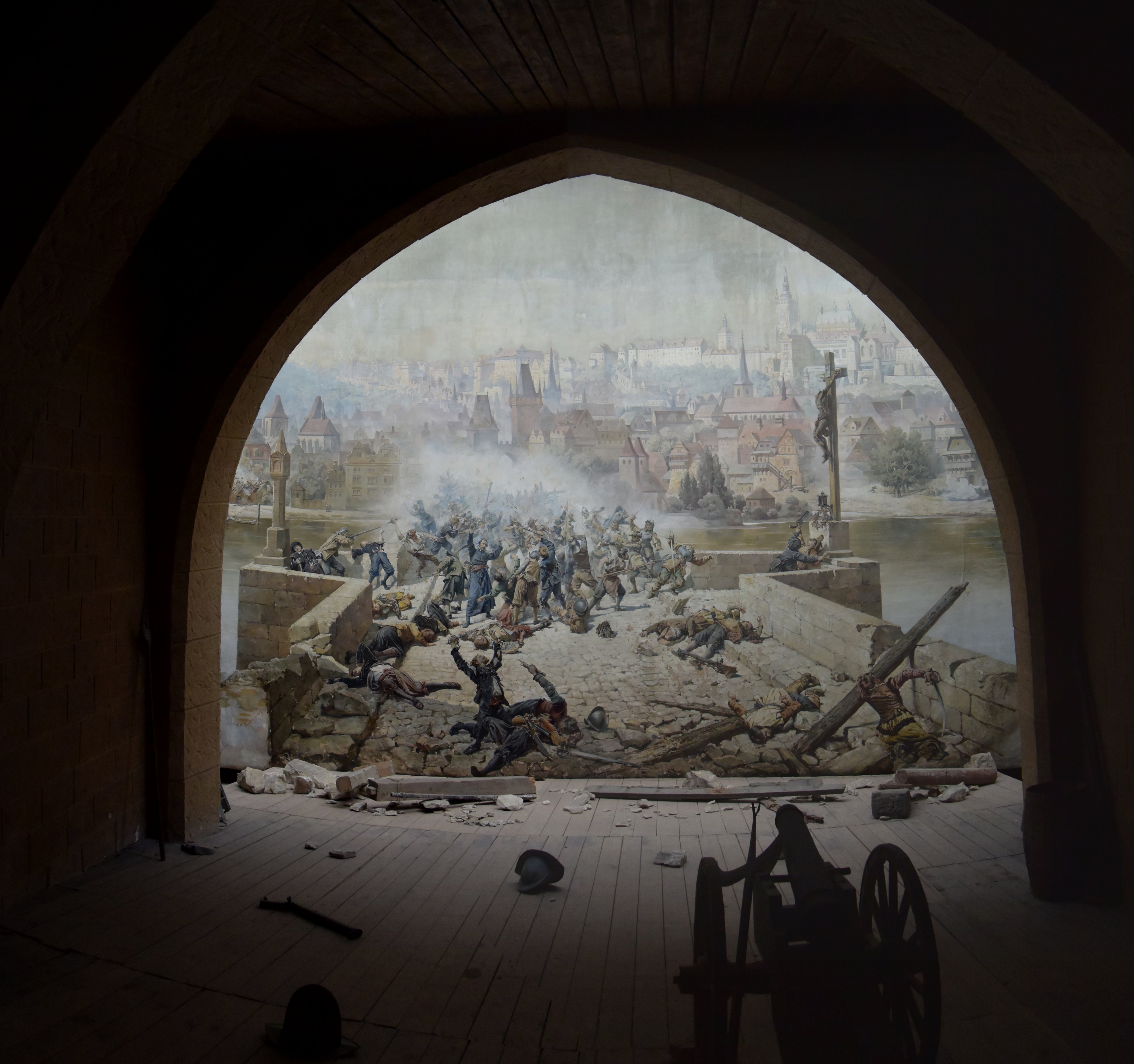
Diorama v petřínském bludišti

Při konání Jubilejní zemské výstavy bylo v přední místnosti instalováno kruhové panoráma s dvaceti průzory pro sledování stereoskopických diapozitivů zajímavých obrazů z Čech. Po následném přestěhování pavilonu bylo v roce 1893 v přední části instalováno 35 velkých zrcadel ve formě bludiště podle návrhu Štapfera a Wurzla. Stěny chodbiček, které jsou obohaceny o tato velká zrcadla udivují návštěvníka několikanásobným pohledem na jeho samého. Inspirací pro zrcadlovou chodbu mělo být zrcadlové bludiště ve vídeňském Prátru. Pakliže v síti chodbiček a množství zrcadel návštěvník nezabloudí, ocitne se v prostřední části pavilonu.
Zde se nachází dioráma (obraz v popředí doplněný reálnými kulisami). Velký obraz znázorňuje obranu Staroměstské mostecké věže na Karlově mostě jezuitou Plachým v roce 1648 při švédském dobývání Prahy. Obraz je od malířů Adolfa a Karla Liebscherových, Vojtěcha Bartoňka a Karla Štapfera. Plátno o velikosti 80 metrů čtverečních (rozměry 8x10 m) vyrobila dieseldorfská tkalcovna a malíři po zavěšení tohoto plátna na půlkruhový dřevěný rám obraz namalovali za pouhých 50 dní - dohotoven byl 23. května 1891. Po namalování váží 120 kg. Za zhotovení obdrželi odměnu 5000 zlatých. Na obraze je zajímavé vidět, jak vypadal levý břeh Vltavy v polovině 17. století.
Další změna vnitřního vybavení byla provedena v roce 1911, kdy ve třetí místnosti bylo instalováno čtrnáct různě zkreslujících zrcadel.
V roce 1975 provedla Pražská stavební obnova a Ústředí uměleckých řemesel generální rekonstrukci tohoto objektu.
Od 1. 1. 2021[zdroj?] má na starosti provoz Zrcadlového bludiště na Petříně Prague City Tourism.